# Монумент Бергера

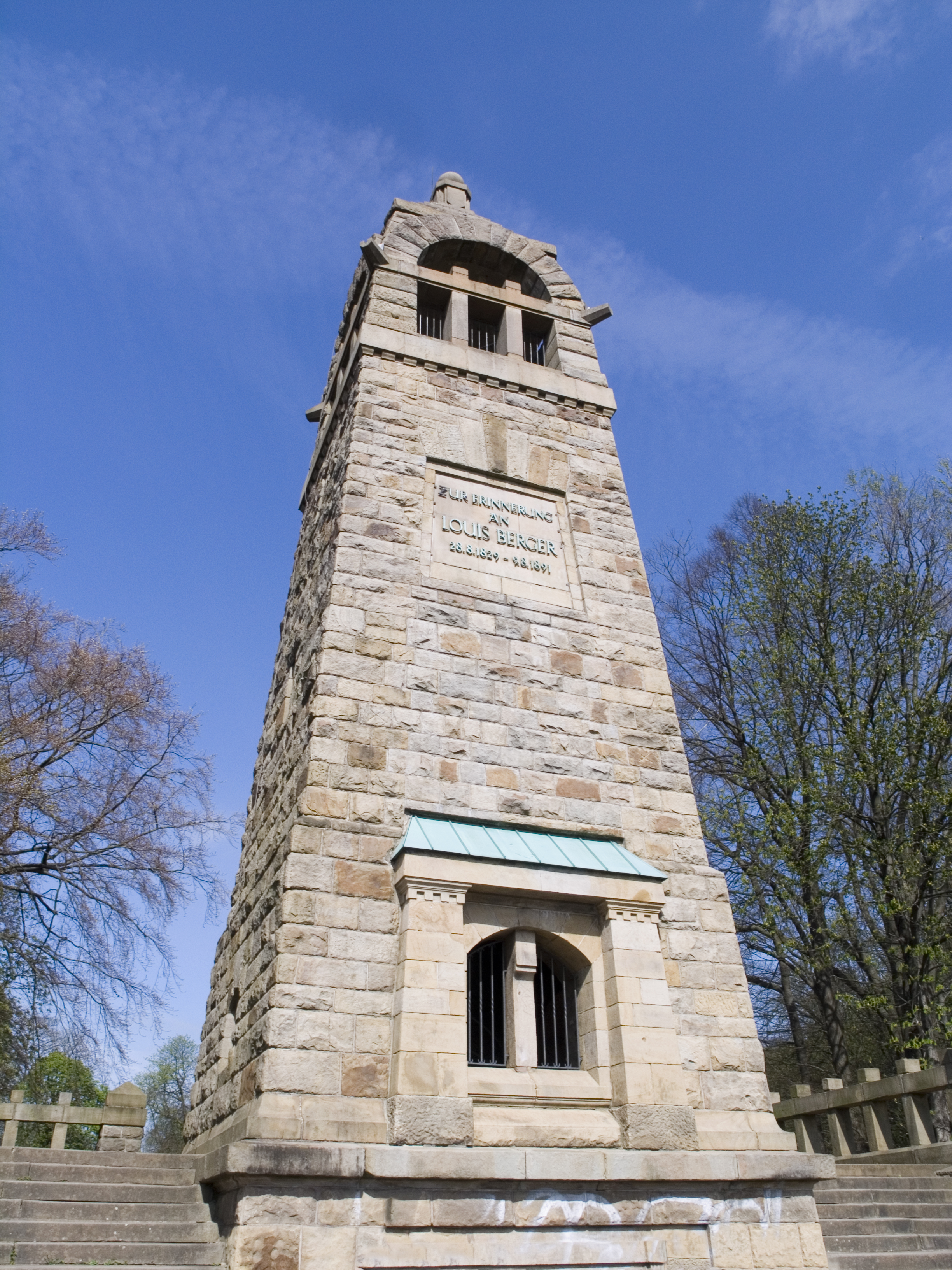
Монумент Бергера

Монумент Бергера (нем. Berger-Denkmal) — обзорная башня высотой 21 м в немецком городе Виттен (федеральная земля Северный Рейн — Вестфалия). Башня расположена на северном берегу реки Рур на горе Хоэнштайн в отрогах гористого района Ардайгебирге над отвесным обрывом высотой более 100 м. Монумент Бергера входит в состав тематического пункта № 12 регионального проекта «Путь индустриальной культуры» Рурского региона.

## История
Смотровая башня является монументом, который гимнастическое общество «Виттен-1848» воздвигла в честь своего соучредителя Луиса Констанса Бергера — видного немецкого промышленника и депутата рейхстага.
В 1897 году был основан комитет по организации установки памятника под председательством бургомистра Виттена Густава Хаарманна. Примечателен тот факт, что в Виттене приняли решение увековечить память своего земляка, а не установили, как было широко распространено в то время, башню Бисмарка. 1 ноября 1897 года комитет объявил конкурс на лучший проект монумента и огласил требования к ним:
 "… Право выбора придаваемой монументу формы, его размера и стилистического оформления предоставляется автору проекта. Обязательным является изображение Бергера в форме бюста или бронзового барельефа. Необходимо учитывать то, что памятник будет установлен на высокой скале и должен быть хорошо виден с проходящей по южному берегу Рура железной дороги… Смета на установку монумента не должна превосходить 20.000 марок…

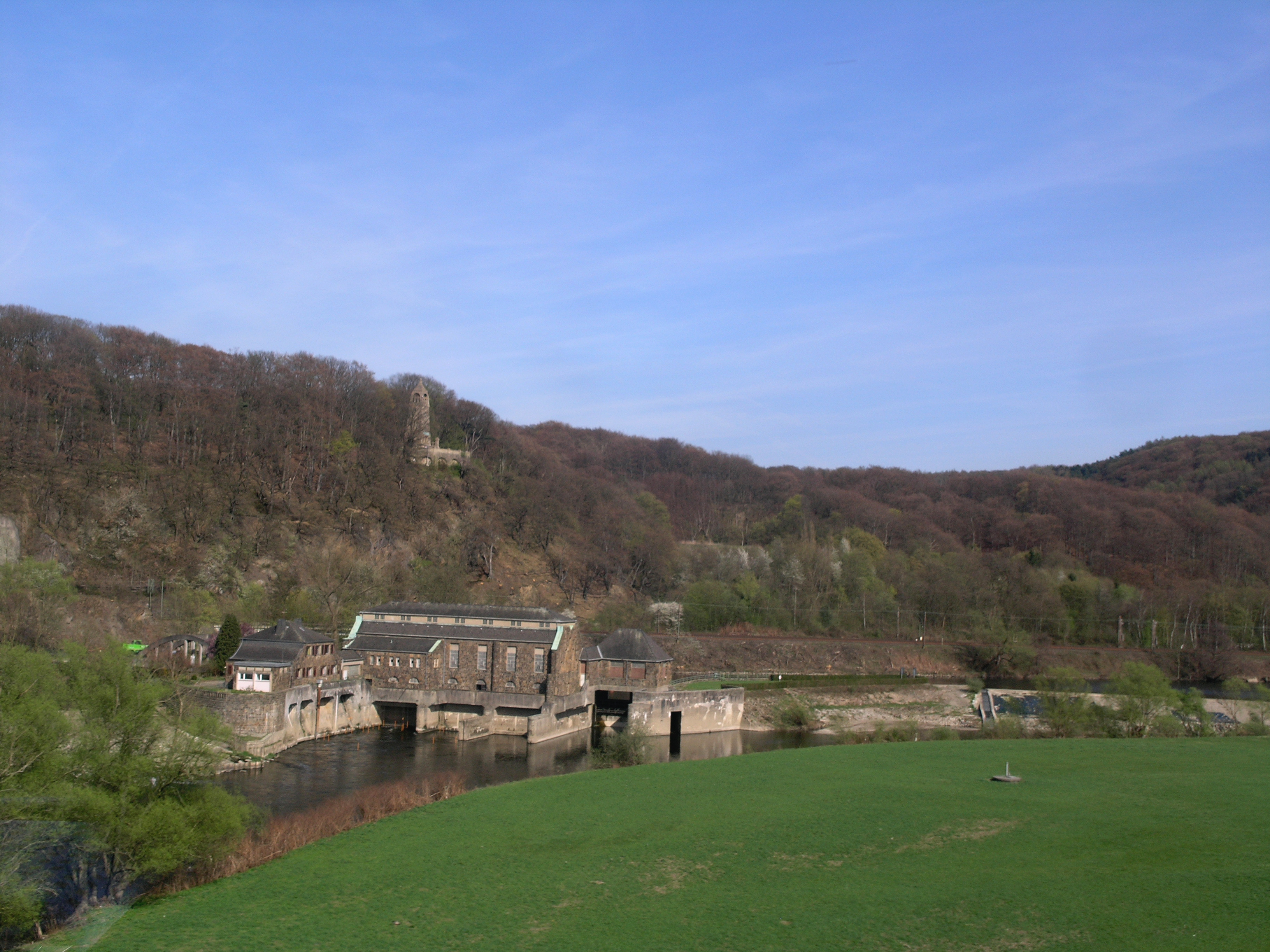
Вид на монумент Бергера с южного берега Рура

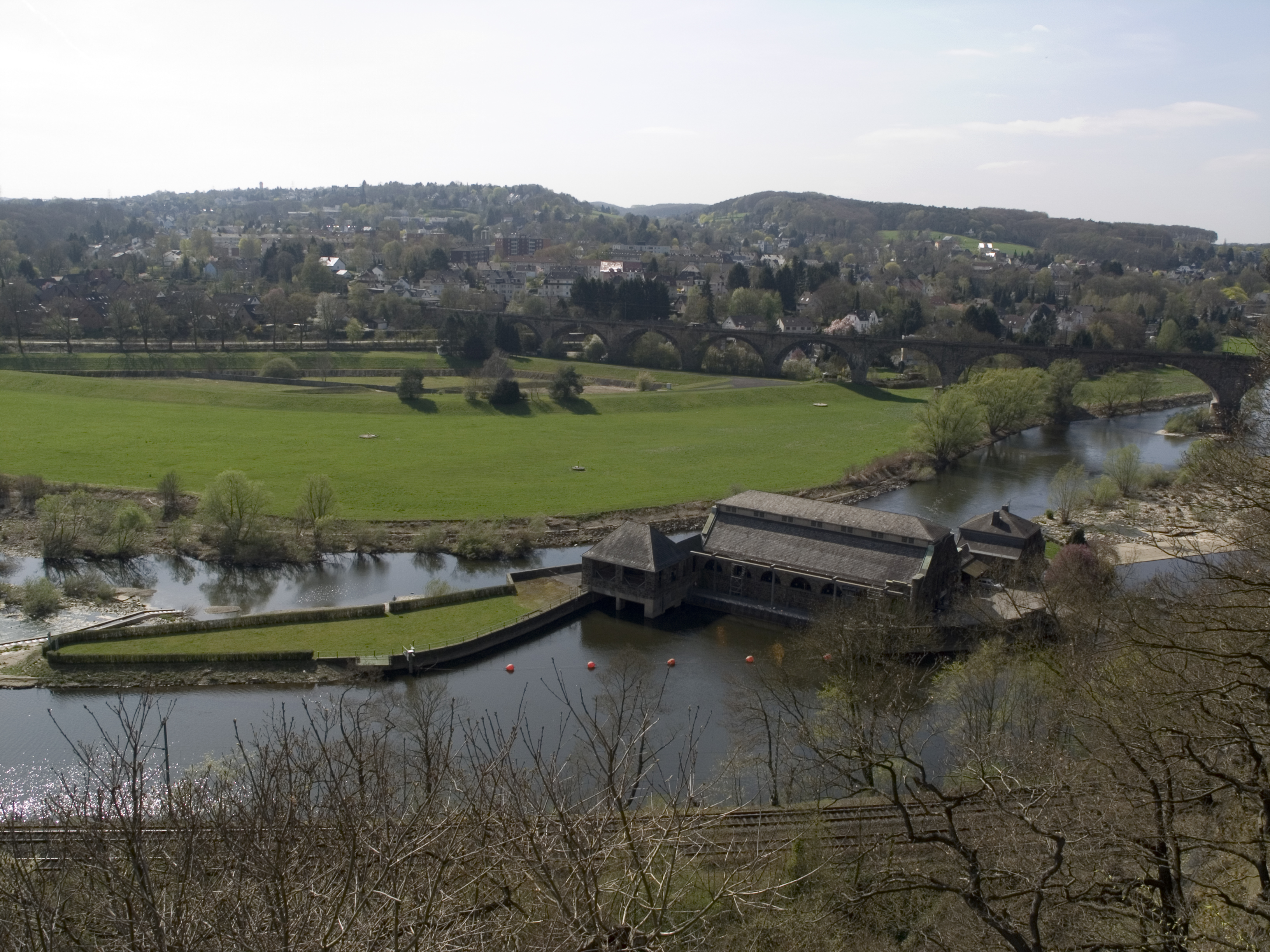
Вид на ГЭС Хоэнштайн и Рурский виадук с монумента Бергера

Тогда же был оглашено жюри конкурса в составе:
- директор берлинской строительной компании Гинкельдайн
- член правительственного совета и советник по вопросам строительства из Франкфурта-на-Одере Клутман
- член суда в Дортмунде Шмидинг
- бургомистр Виттена доктор Хаарманн
- главный архитектор Виттена Майвег.

Всего было подано 47 проектов, из них к участию в конкурсе было допущено 22 проекта. Всем проектам были присвоены индивидуальные номера и члены жюри не имели информации об авторстве того или иного проекта. Первую премию и приз в 500 марок получил проект № 35 (архитектор Пауль Баумгартен из Изерлона), вторую премию и приз в 300 марок — проект № 42 (архитекторы Шмидтманн и Клемп из Дортмунда).
В 1901 году начались работы по созданию фундамента для будущего монумента. Сама башня сооружалась с 1902 по 1904 годы. Торжественное открытие монумента прошло 28 августа 1904 года в день рождения Бергера.
На мемориальной доске выведен следующий текст:
 Виттен — Луису Бергеру,

верному другу народа

и мужественному борцу за его права,

защитнику притесненных и всегда готовому помочь людям
Бывший мэр Виттена Клаус Ломанн в 2005 году во время речи, посвященной 101-й годовщине сооружения монумента сказал:
«Сегодня этот памятник является символом города, широко известным за его пределами.»
В настоящее время монумент Бергера находится в хорошем состоянии. Винтовая лестница ведет к смотровой площадке в верхней части башни. Доступ в башню бесплатный.